# Sveinbjörn Beinteinsson
Sveinbjörn Beinteinsson (4. července 1924 – 23. prosince 1993) byl islandský básník, spisovatel a vůdce novopohanského společenství Ásatrú.
Byl farmářem na Islandu, známým byl také díky své básnické tvorbě. Byl znám ve veřejnosti celá desetiletí jako skladatel i recitátor epických básní (první sbírku vydal roku 1945) a editor antologií islandské literatury. Do širokého povědomí se dostal jako spoluzakladatel a hlavní kněz Ásatrúarfélagið (Společenství ásatrú) spolu se svým kolegou Ásatrúarem.
Zasazoval se také o uznání tohoto nového náboženského společenství ze strany islandské vlády. V květnu 1973 bylo Ásatrú Fellowship uznáno vládou jako církev a díky tomu získalo právní postavení k provádění svateb, získalo také podíl na církevních daních.